# Alex Cross (film)
Série
Le Masque de l'araignée
(2001)
Pour plus de détails, voir Fiche technique et Distribution.
Alex Cross est un thriller américain de Rob Cohen, sorti en 2012. C'est l'adaptation du roman La Lame du boucher (Cross) de James Patterson paru en 2006.
Avant ce film, deux autres avaient adapté des romans du même auteur, et ayant le même personnage principal : Le Collectionneur, en 1997 (d'après le roman Et tombent les filles, paru en 1995), et Le Masque de l'araignée, en 2001 (d'après le roman du même nom publié en 1993).

## Synopsis
Le profileur, psychiatre légal et détective Alex Cross vit à Détroit avec sa femme Maria. Avec son ami Tommy Kane et l’inspectrice Monica Ashe, il traque un tueur psychopathe surnommé « Le boucher de Sligo » et influencé par Pablo Picasso. Lorsque Cross parvient à faire échouer l'une de ses tentatives de meurtres, le boucher prépare sa vengeance.

## Fiche technique
- Titre original et français : Alex Cross
- Réalisation : Rob Cohen
- Scénario : Marc Moss et Kerry Williamson, d'après le roman La Lame du boucher de James Patterson
- Direction artistique : Laura Fox
- Décors : Charles Varga
- Costumes : Abigail Murray
- Photographie : Ricardo Della Rosa
- Son : Tom Bellfort et Branden Spencer
- Montage : Thom Noble
- Musique : John Debney
- Production : Bill Block, Steve Bowen, Randall Emmett, Leopoldo Gout, Paul Hanson et James Patterson
- Sociétés de production : Envision Entertainment Corporation, IAC Productions, James Patterson Entertainment et QED International
- Sociétés de distribution : Summit Entertainment (États-Unis), Metropolitan Filmexport (France)
- Budget : 35 000 000 $[1]
- Pays d’origine :  États-Unis
- Langue originale : anglais
- Format : Couleurs - 35 mm - 2.35:1 - Son Dolby numérique
- Genre : thriller, policier
- Durée : 101 minutes
- Dates de sortie[2] :

 États-Unis : 19 octobre 2012
 Belgique : 12 décembre 2012
 France : 19 décembre 2012
- interdit aux moins de 12 ans[Où ?]

## Distribution
- Tyler Perry (V. F. : Frantz Confiac) : Alex Cross
- Matthew Fox (V. F. : Xavier Fagnon) : Matthew Sullivan, dit « Le Boucher » / Picasso
- Edward Burns (V. F. : Thierry Ragueneau) : Tommy Kane
- Rachel Nichols (V. F. : Chloé Berthier) : Monica Ashe
- Jean Reno (V. F. : lui-même) : Gilles Mercier
- Giancarlo Esposito (V. F. : Thierry Desroses) : Daramus Holiday
- John C. McGinley (V. F. : Hervé Jolly) : Richard Brookwell
- Cicely Tyson (V. F. : Émilie Benoît) : Nana Mama
- Chad Lindberg : Vincent Dardis
- Carmen Ejogo (V. F. : Annie Milon) : Maria Cross
- Bonnie Bentley (V. F. : Brigitte Aubry) : Jody Klebanoff
- Stephanie Jacobsen : Fan Yau
- Werner Daehn (V. F. : Christian Stonner) : Erich Nunemacher
- Yara Shahidi : Janelle Cross
- Jessalyn Wanlil (V. F. : Edwige Lemoine) : Paramita Megawati

Sources et légendes : Version française (V. F.) sur AlloDoublage 

## Production
La réalisation est initialement proposée à David Twohy. Le poste revient finalement à Rob Cohen.
Idris Elba était initialement envisagé pour le rôle-titre. Le rôle revient finalement à Tyler Perry, qui alors plus habitué à des comédies légères comme Madea, grand-mère justicière. Le réalisateur Rob Cohen déclare : « Tyler s’en tient habituellement à ses propres productions, mais dans les romans de James, le personnage est un type de 40 ans grand et costaud : c’est tout Tyler. Il est plus fidèle au personnage créé par Patterson que ce qui a précédemment été fait avec Morgan Freeman ».
Bien que le film se déroule à Détroit, le tournage débute à l’été 2011 à Cleveland dans l’Ohio, en raison de la fiscalité favorable en Ohio. Seulement quelques scènes extérieures seront ensuite tournées à Détroit.

## Distinctions
Source : Internet Movie Database
- Golden Trailer Awards 2013 : nomination pour la meilleure affiche d'un thriller
- NAACP Image Awards 2013 : nomination pour le meilleur acteur pour Tyler Perry
- Razzie Awards 2013 : nomination pour le pire acteur pour Tyler Perry (également pour Good Deeds)
- Taurus World Stunt Awards 2013 : nomination pour la meilleure cascade pour Martin De Boer

## Accueil

### Critique
Le film reçoit des critiques très négatives. Sur l'agrégateur américain Rotten Tomatoes, il ne récolte que 11% d'opinions favorables pour 124 critiques et une note moyenne de 3,49⁄10 avec comme consensus « Tyler Perry et Matthew Fox font de leur mieux, mais sont plombés par la mise en scène frustrante et incipide de Rob Cohen ainsi que par un scénario pareseux ». Sur Metacritic, il obtient une note moyenne de 30⁄100 pour 34 critiques.
En France, le film obtient une note moyenne de 1,3⁄5 sur le site Allociné, qui recense 8 titres de presse.

### Box-office
Le film est un échec au box-office en ne rapportant qu'un peu moins de 35 millions de dollars dans le monde, soit l'équivalent de son budget.
| Pays ou région    | Box-office      | Date d'arrêt du box-office | Nombre de semaines |
| ----------------- | --------------- | -------------------------- | ------------------ |
| États-Unis Canada | 25 888 412 $    | 3 janvier 2013             | 11                 |
| France            | 112 495 entrées | -                          | -                  |
| Total mondial     | 34 618 867 $    | -                          | -                  |

## Alex Cross au cinéma
Il s'agit de la 3e apparition à l'écran du profiler Alex Cross, après Le Collectionneur (Kiss the Girls) en 1997 et Le Masque de l'araignée en 2001. Dans ces deux films, il est interprété par Morgan Freeman.
Il était initialement prévu que Tyler Perry reprenne le rôle dans une suite, adaptée du roman En votre honneur (Double Cross, 2007). Cependant, à la suite de l'échec du film au box-office, le projet est annulé.

## Sorties en vidéo
Le film est sorti sur les supports DVD et Blu-ray en France dans trois éditions :
- Alex Cross (DVD-9 Keep Case) sorti le 2 mai 2013 édité par Metropolitan Vidéo et distribué par Seven7. Le ratio écran est en 2.35:1 cinémascope 16:9. L'audio est en Français et Anglais 5.1 Dolby Digital avec présence de sous-titres français. En supplément le commentaire audio du réalisateur Rob Cohen, 4 scènes coupées en VOST (5') et le making of du tournage en VOST (14') ainsi que les bandes annonces de l'éditeur. Il s'agit d'une édition Zone 2 Pal[13].

- Alex Cross (BD-50 Blu-ray) sorti le 2 mai 2013 édité par Metropolitan Vidéo et distribué par Seven7. Le ratio écran est en 2.35:1 1080p cinémascope 16:9 natif. L'audio est en Français et Anglais 5.1 DTS avec présence de sous-titres français. En supplément le commentaire audio du réalisateur Rob Cohen, 4 scènes coupées en VOST (5') et le making of du tournage en VOST (14') ainsi que les bandes annonces de l'éditeur. Il s'agit d'une édition Zone 2 Pal[14].

- Alex Cross (Combo BD-50 Blu-ray + DVD-9) sorti le 2 mai 2013 édité par Metropolitan Vidéo et distribué par Seven7. Les caractéristiques techniques sont identiques aux précédentes[15].